# 中國香港拳擊總會
中國香港拳擊總會（Boxing Association of Hong Kong, China），原名香港拳擊總會（Hong Kong Boxing Association），是專門管轄香港拳擊和踢拳事務的組織。該組織成立於1955年。現時，香港拳擊總會是國際拳擊協會和亞運拳擊聯盟的成員，

## 資料來源
1. ↑  .   [2013-12-06]. （原始内容存档于2021-04-25）.

## 外部連結
- 官方网站 （页面存档备份，存于）